# Chiroderma
Chiroderma är ett släkte av fladdermöss som ingår i familjen bladnäsor.

## Utseende
Arterna når en kroppslängd (huvud och bål) av 55 till 87 mm och en underarmlängd av 37 till 58 mm. Den rudimentära svansen är inte synlig utanför kroppen. Undersökta individer hade en vikt mellan 14 och 22 g. Pälsen har på ovansidan en brunaktig färg, ibland med gul skugga. Undersidan är vanligen ljusare. Hos några arter förekommer kännetecknande ljusa eller vita strimmor i ansiktet och/eller på ryggen. Alla arter saknar näsbenet. För övrigt har arterna samma kroppsbyggnad som medlemmarna av släktet Platyrrhinus. Enda undantaget är bladet (hudfliken) på näsan som är bredare.
Släktets medlemmar har dessutom päls på bakbenen och deras inre framtänder i överkäken är långa och spetsiga. Tandformeln är I 2/2 C 1/1 P 2/2 M 2/2, alltså 28 tänder.

## Ekologi
Dessa fladdermöss vistas i fuktiga habitat. De hittas bland annat i regnskogar och i trädgårdar. De flesta individer fångades nära vattendrag. Födan utgörs nästan uteslutande av frukter. Honor föder en enda unge efter 3,5 till 4 månader dräktighet. Det är inte helt utrett var individerna vilar. En individ av arten Chiroderma trinitatum hittades i en grotta.

## Arter
Arter enligt Catalogue of Life, Wilson & Reeder (2005) samt IUCN:
- Chiroderma doriae, förekommer i östra Paraguay, södra Brasilien och kanske i nordöstra Argentina.
- Chiroderma improvisum, lever på Guadeloupe och Montserrat.
- Chiroderma salvini, hittas främst i bergstrakter från Mexiko till Venezuela och till Bolivia.
- Chiroderma trinitatum, förekommer från Costa Rica till centrala Bolivia och centrala Brasilien.
- Chiroderma villosum, har ungefär samma utbredningsområde som Chiroderma trinitatum men når norrut till södra Mexiko.

IUCN listar Chiroderma improvisum som sårbar (VU) och alla andra som livskraftiga (LC).